# Philip Varone
Philip "Phil" Varone, född 4 december 1990, är en kanadensisk professionell ishockeyspelare som spelar för Buffalo Sabres i NHL. Han har tidigare spelat på lägre nivåer för Rochester Americans i AHL och Kitchener Rangers, London Knights och Erie Otters i OHL.
Varone draftades i femte rundan i 2009 års draft av San Jose Sharks som 147:e spelare totalt.

## Statistik
| 2005–2006  | Vaughan Kings U16   | GTHL       | 49  | 34 | 29  | 63  | 66  | 3  | 3  | 2  | 5  | 0  |
|            | Vaughan Kings U18   | GTHL       | 4   | 6  | 1   | 7   | 2   | —  | —  | —  | —  | —  |
| 2006–2007  | Kitchener Dutchmen  | MWJHL      | 20  | 10 | 11  | 21  | 21  | —  | —  | —  | —  | —  |
|            | Kitchener Rangers   | OHL        | 13  | 1  | 3   | 4   | 2   | —  | —  | —  | —  | —  |
| 2007–2008  | Kitchener Rangers   | OHL        | 36  | 5  | 20  | 25  | 12  | —  | —  | —  | —  | —  |
|            | London Knights      | OHL        | 31  | 10 | 26  | 36  | 14  | 5  | 1  | 1  | 2  | 7  |
| 2008–2009  | London Knights      | OHL        | 58  | 19 | 33  | 52  | 32  | 14 | 10 | 9  | 19 | 19 |
| 2009–2010  | London Knights      | OHL        | 31  | 9  | 22  | 31  | 17  | —  | —  | —  | —  | —  |
| 2010–2011  | London Knights      | OHL        | 4   | 1  | 0   | 1   | 2   | —  | —  | —  | —  | —  |
|            | Erie Otters         | OHL        | 55  | 33 | 48  | 81  | 30  | 7  | 3  | 10 | 13 | 4  |
| 2011–2012  | Rochester Americans | AHL        | 76  | 11 | 41  | 52  | 42  | 3  | 2  | 1  | 3  | 0  |
| 2012–2013  | Rochester Americans | AHL        | 62  | 11 | 24  | 35  | 42  | 3  | 0  | 0  | 0  | 2  |
| 2013–2014  | Buffalo Sabres      | NHL        | 6   | 1  | 1   | 2   | 2   | —  | —  | —  | —  | —  |
|            | Rochester Americans | AHL        | 38  | 7  | 24  | 31  | 38  | —  | —  | —  | —  | —  |
| NHL totalt | NHL totalt          | NHL totalt | 6   | 1  | 1   | 2   | 0   | —  | —  | —  | —  | —  |
| AHL totalt | AHL totalt          | AHL totalt | 176 | 29 | 89  | 118 | 122 | 6  | 2  | 1  | 3  | 2  |
| OHL totalt | OHL totalt          | OHL totalt | 228 | 78 | 152 | 230 | 109 | 26 | 14 | 20 | 34 | 30 |